# Żytliwka
Żytliwka (ukr. Житлівка) – osiedle na Ukrainie, w obwodzie ługańskim, w rejonie siewierodonieckim. W 2001 liczyło 898 mieszkańców.